# Zeljaste biljke
Zeljaste biljke biljke su s mekom i sočnom stabljikom koje nemaju trajne drvene stabljike iznad zemlje i uglavnom su zelene boje. Na temelju dužine života mogu biti jednogodišnje, dvogodišnje i višegodišnje biljke. Te posljednje pripadaju u trajnice kao i sve drvenaste biljke (polugrmovi, grmovi i drveće). Svim zeljastim biljkama karakterističan je nedostatak lignifikacije.

## Općenito
Kod jednogodišnjih biljaka životni ciklus počinje i završava u jednom vegetacijskom periodu (kao što su kukuruz i pšenica), nakon čega njezini nadzemni dijelovi istrunu. 
Kod dvogodišnjih biljaka (kao što su cikla i mrkva) u prvojoj godini rastu listovi i stvaraju se zalihre hrane, a u drugoj godini donose plod i sjeme, nakon čega umiru. 
Višegodišnje zeljaste biljke (kojima pripadaju većina paprati i trava) su one kojima na kraju svake vegetacijske sezone izdanci umiru, a nepovoljni dio godine preživljavaju kao pupoljci iz kojih će se sljedeće vegetacijske sezone stvoriti novi izdanci.

## Opis
Zeljasta biljka je svaka vaskularna biljka koja nema pravog drvenastog tkiva. Zeljaste kritosjemenjače (cvjetnice) uključuju gotovo sve jednogodišnje i dvogodišnje biljke te velik broj višegodišnjih biljaka. Necvjetne zeljaste biljke ograničene su na papratnjače i likofite; sve su golosjemenjače drvenaste biljke. Zeljaste biljke obično imaju fleksibilne zelene stabljike, a mnoge odumru tijekom zime, zadržavajući se s podzemnim organima za skladištenje hrane kao što su mesnati korijeni, Rizomi, lukovice ili izdanci.
Sve vaskularne biljke počinju svoj život kao zeljaste sadnice. Dok se pravo drveno tkivo drvenastih biljaka razvija tijekom sekundarnog rasta, zeljaste biljke, posebno paprati i jednosupnice, obično podliježu malom ili nikakvom sekundarnom rastu. Vaskularni snopovi (tkiva ksilema i floema) takvih biljaka obično su zatvoreni unutar omotača potpornih stanica sklerenhima. Ovi omotani snopovi, poznati kao zatvoreni snopovi, ne razvijaju vaskularni kambij (sloj stanica koje se aktivno dijele) i tako gube svoj potencijal za sekundarni rast. Neki zeljasti eudikoti, međutim, imaju otvorene vaskularne snopove i prolaze sekundarni rast. Lucerna (Medicago) je jedna takva biljka, a, slično drvenastim biljkama, njeni su žilni snopovi raspoređeni u prsten prema vanjskoj strani stabljike oko velike središnje srži. Otvoreni vaskularni snopovi nisu obavijeni sklerenhimskom ovojnicom, a kambij prvenstveno proizvodi sklerenhimska vlakna za dodatnu krutost tijela zeljaste biljke. Neki eudikoti, poput lavande i hortenzije penjačice, prolaze kroz dovoljno sekundarnog rasta da je njihova klasifikacija kao zeljaste ili drvenaste donekle dvosmislena; često se navode kao "poludrvenasti". Unatoč njihovoj veličini i snazi, jednosupnice nalik drvetu, kao što su palme i banane, nemaju pravo drvenasto tkivo i smatraju se zeljastim.
Ekološki gledano, zeljaste biljke igraju bezbroj uloga u ekosustavima diljem svijeta. Zeljaste biljke dominantna su vegetacija na mnogim mjestima — uključujući travnjake, močvare, prerije, alpska okruženja i mnoge vodene okoliše — i stoga su ključno stanište za druge organizme. Čak i u krajolicima u kojima dominiraju drvenaste vrste, kao što su šume, zeljaste biljke pridonose bioraznolikosti podzemlja i ispunjavaju važne ekološke niše. Zeljaste biljke su temelj hranidbenih mreža i isključivi su ili glavni izvor hrane za nebrojene velike i male biljojede. S obzirom na to da zeljaste biljke obično imaju kraće životne cikluse od drvenastih biljaka, one igraju ključnu ulogu u kruženju hranjivih tvari u svim okruženjima u kojima se nalaze biljke.
Ekonomski gledano, većina svjetskih prehrambenih usjeva su zeljaste biljke, uključujući sve žitarice (kao što su riža, pšenica, zob, ječam i kukuruz), mnogo voće i gotovo svo uobičajeno povrće. Kao što im ime govori, mnoge kulinarske i ljekovite biljke su doista zeljaste biljke, iako se neke, poput ružmarina, smatraju drvenastima. Osim toga, mnoge uobičajene hortikulturne biljke - koje se uzgajaju kao vrtni ukrasi, sobne biljke ili za industriju cvijeća - su zeljaste vrste.